# Renaud Allirand
Renaud Allirand, né à Antony (Hauts-de-Seine) le 20 août 1970, est un artiste peintre et un graveur.
Il pratique aussi la photographie et le dessin (figuratif) sous le pseudonyme Dip.

## Biographie et œuvres
Renaud Allirand est invité à travailler la gravure en résidence d'artiste par l'Institut français de Tanger-Tétouan, au Maroc, en 2007. Il expose une centaine d'œuvres (gravures, peintures, encres) à la galerie Delacroix de Tanger en 2011.
Il est l'auteur ou le coauteur de plusieurs ouvrages, livres, catalogues et graphzines. 
Il a travaillé avec plusieurs poètes et écrivains dont Jacques Robinet (Miroir d'ombres, 2000, Traces, à tire-d'aile, 2013), Jacques Lesot (Au nord des choses, 2003), Paul Louis Rossi (Des mirages et des ombres, 2010), Frédéric Tison (Une autre ville, 2013, Carnet d'oiseaux, 2015), Florent Papin (Pollens, 2013).
Il réalise la couverture du livre Guerre ou paix de Laurent Cohen-Tanugi, éditions Grasset, en 2007.

### Prix et distinctions
Il a reçu plusieurs prix de gravure, dont :
- Prix spécial du maire en tant que lauréat de la biennale internationale de l'estampe au musée de Saint-Maur-des-Fossés en 2007
- Prix spécial du jury à la biennale internationale de gravure d'Île-de-France en 2007 à Versailles
- Prix Jeanne Champillou à Orléans
- Mention au prix Lacourière en 2006
- Bourse annuelle de gravure de l'Académie des Beaux-Arts en 2010
- Sélection pour le prix Grav'x en 2007
- Lauréat du concours de peinture sino-européen de l'Association internationale Sinoccygen 2011 (exposition à Pékin)
- Lauréat du concours Boesner en 2011

## Expositions
- Nombreuses expositions personnelles et collectives en France (Bibliothèque nationale de France en 2005 et 2006) et à l'étranger (acquisition du musée des beaux-arts de Stuttgart en 2007)
- Présent dans plusieurs salons d'art contemporain (Salon du dessin au Palais Brongniart en 2016, St'art, foire européenne d'art contemporain, Strasbourg, en 2007 et 2008, ainsi qu'au Salon international de l'estampe, au Grand Palais, à Paris, en 2007 et 2008)
- Exposition d'encres de Chine, gouaches et gravures au musée des beaux-arts d'Orléans, cabinet d'arts graphiques, 2013
- Exposition de gravures à la Fondation Taylor, 2013
- Exposition personnelle et rétrospective 1997- 2019, "vers le jour", au Château de Tours / Jeu de Paume, en 2019